# Sandrine Mainville
Sandrine Mainville (Longueuil, 20 de marzo de 1992) es una deportista canadiense que compitió en natación, especialista en el estilo libre.
Participó en los Juegos Olímpicos de Río de Janeiro 2016, obteniendo una medalla de bronce en la prueba de 4 x 100 m libre.
Ganó una medalla de bronce en el Campeonato Mundial de Natación de 2015 y dos medallas en el Campeonato Mundial de Natación en Piscina Corta de 2016. En los Juegos Panamericanos de 2015 consiguió dos medallas, oro en 4 × 100 m libre y plata en 4 × 100 m estilos.
Estudió Derecho en la Universidad de Montreal, graduándose en 2018. Posteriormente, se incorporó laboralmente en el estudio jurídico canadiense Borden Ladner Gervais LLP.

## Palmarés internacional
| Juegos Olímpicos                    | Juegos Olímpicos        | Juegos Olímpicos  | Juegos Olímpicos     |
| Año                                 | Lugar                   | Medalla           | Prueba               |
| ----------------------------------- | ----------------------- | ----------------- | -------------------- |
| 2016                                | Río de Janeiro (Brasil) | Medalla de bronce | 4 x 100 m libre      |
| Campeonato Mundial                  |                         |                   |                      |
| Año                                 | Lugar                   | Medalla           | Prueba               |
| 2015                                | Kazán (Rusia)           | Medalla de bronce | 4 × 100 m libre      |
| Campeonato Mundial en Piscina Corta |                         |                   |                      |
| Año                                 | Lugar                   | Medalla           | Prueba               |
| 2016                                | Windsor (Canadá)        | Medalla de oro    | 4 × 50 m libre       |
| 2016                                | Windsor (Canadá)        | Medalla de bronce | 4 × 50 m libre mixto |
| Juegos Panamericanos                |                         |                   |                      |
| Año                                 | Lugar                   | Medalla           | Prueba               |
| 2015                                | Toronto (Canadá)        | Medalla de oro    | 4 × 100 m libre      |
| 2015                                | Toronto (Canadá)        | Medalla de plata  | 4 × 100 m estilos    |